# 2013년 콘클라베

사도좌 공석 상태에 있는 동안에 사용되는 성좌의 문장

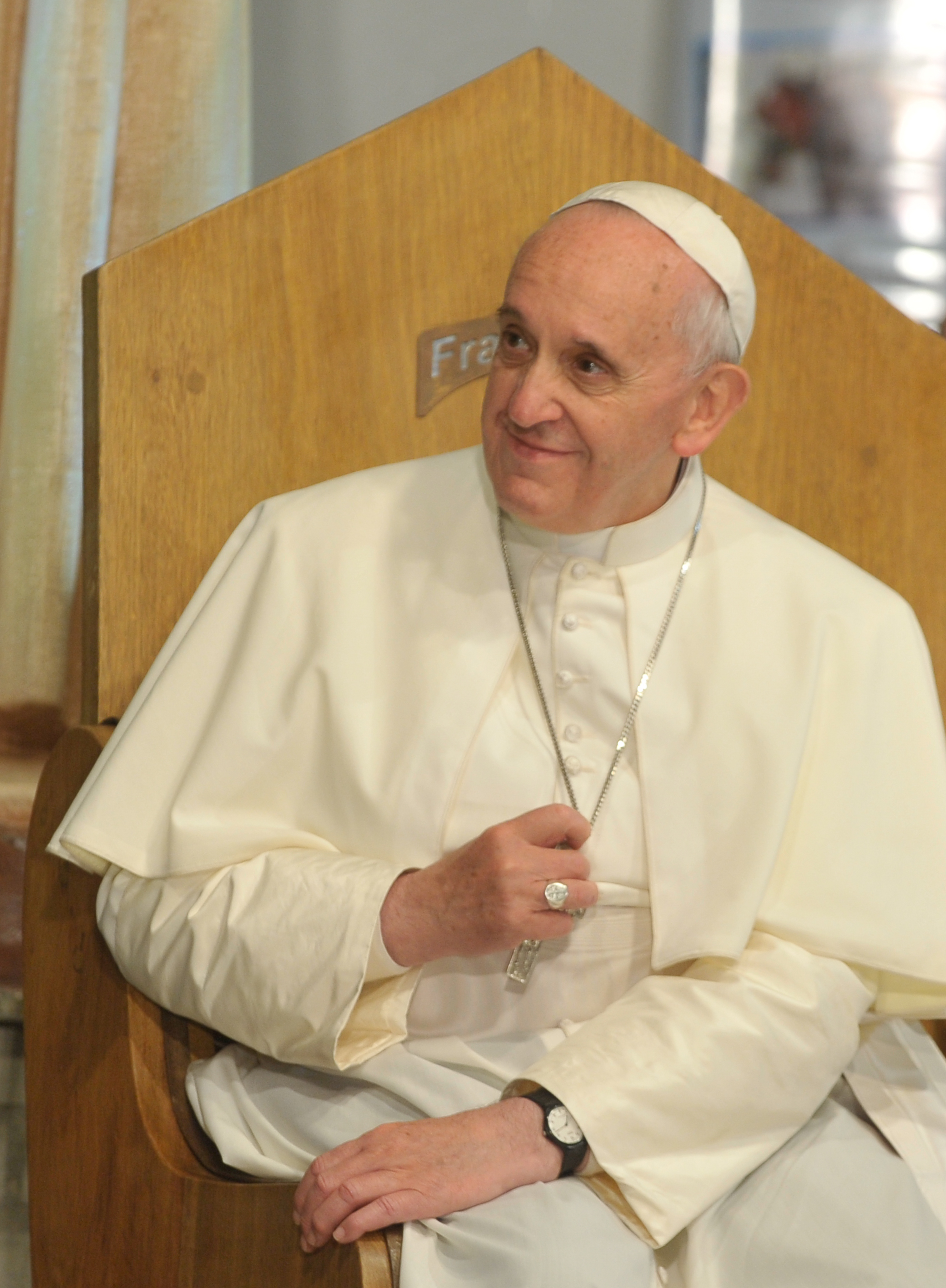
교황 선출자 프란치스코 (호르헤 마리오 베르고글리오)

2013년 콘클라베는 제266대 교황을 선출하기 위해 진행된 콘클라베이다. 제265대 교황 베네딕토 16세가 2013년 2월 28일자로 퇴임한 이후에 새 교황을 선출하기 위해 진행된 선거이며 바티칸 시국에 있는 사도 궁전과 시스티나 성당에서 진행되었다.
2013년 3월 12일부터 3월 13일까지 이틀에 걸쳐 5차례 투표가 진행되었으며 전 세계 80세 이하 추기경 115명이 투표에 참가하였다. 아르헨티나의 추기경이자 부에노스아이레스 대교구장인 호르헤 마리오 베르고글리오가 새 교황으로 선출되었으며 교황 이름은 프란치스코로 명명되었다.

## 추기경단
- 투표에 참가한 추기경: 117명

2013년 콘클라베에 참가한 대륙별 추기경단 분포

- 불참: 2명 (줄리우스 다르마트마자(Julius Darmaatmadja, 인도네시아), 키스 오브라이언(Keith O'Brien, 영국))

### 대륙별 추기경 분포
- 이탈리아 추기경: 28명
- 기타 유럽 국가 추기경: 32명
- 북아메리카 국가 추기경: 20명
- 남아메리카 국가 추기경: 13명
- 아프리카 국가 추기경: 11명
- 아시아 및 오세아니아 국가 추기경: 11명

### 국가별 추기경 분포
- 28명: 이탈리아
- 11명: 미국
- 6명: 독일
- 5명: 스페인, 인도, 브라질
- 4명: 프랑스, 폴란드
- 3명: 멕시코, 캐나다
- 2명: 포르투갈, 나이지리아, 아르헨티나
- 1명: 대한민국, 오스트레일리아, 오스트리아, 벨기에, 볼리비아, 보스니아 헤르체고비나, 칠레, 콩고 공화국, 콜롬비아, 크로아티아, 쿠바, 체코, 도미니카 공화국, 에콰도르, 이집트, 가나, 기니, 온두라스, 홍콩, 헝가리, 아일랜드, 케냐, 레바논, 리투아니아, 네덜란드, 페루, 필리핀, 세네갈, 슬로베니아, 남아프리카 공화국, 스리랑카, 수단, 스위스, 탄자니아, 베네수엘라, 베트남

## 주요 인사
- 수석 추기경: 안젤로 소다노 (Angelo Sodano, 이탈리아)
- 보조 추기경: 로제 에체가라이 (Roger Etchegaray, 프랑스)
- 교황 궁무처장: 타르치시오 베르토네 (Tarcisio Bertone, 이탈리아)
- 수석 사제: 파울루 에바리스투 아른스 (Paulo Evaristo Arns, 브라질)
- 수석 부제: 장루이 토랑 (Jean-Louis Tauran, 프랑스)
- 비서: 로렌초 발디세리 (Lorenzo Baldisseri, 이탈리아)